# المنش (إقليم فرنسي)

موقع اقليم المنش

المَنْش أو (نقحرة: المانش) (بالفرنسية: Manche) هو إقليم فرنسي، يقع في منطقة نرمندية الفرنسية، وهو الاسم الفرنسي للقنال الإنجليزي.

## تاريخ الإقليم
إقليم المنش هو واحد من الأقاليم الـ 83 التي تتشكل منها فرنسا، والتي أنشئت خلال الثورة الفرنسية يوم 4 مارس 1790، أنشئت من جزء من منطقة نرمندية.
وكانت أول عاصمة لإقليم المنش كوتانسيس حتى عام 1796، وذلك بسبب التدمير شبه الكامل لمدينة سان لو خلال الغزو الذي شهده إقليم نورماندي خلال الحرب العالمية الثانية، وعندما أعيد بناء سان لو أصبح مرة أخرى عاصمة إقليم المنش.

## جغرافية الإقليم
ويضم إقليم المنش شبة جزيرة كوتينتن وجزر شاوسي، وهو جزء من منطقة نورماندي السفلى وتحيط بها من ثلاث جهات القنال الانجليزى مع 350 كيلومتر من السواحل البحرية، ويحيط بها كل من الأقاليم التالية: كلفادس (بالفرنسية: Calvados)، أورن (بالفرنسية: Orne)، ماين (بالفرنسية: Mayenne)، ايل وفيلان (بالفرنسية: Ille-et-Vilaine).

## مناخ الإقليم
المناخ محيطي مع شتاء معتدل، ونادرا ما تصل الحرارة ما دون الصفر، أما الصيف فهو معتدل إذ تصل درجة الحرارة حوالي 25 درجة مئوية، الأمطار كثيرة، ولكن يختلف اختلافا كبيرا حسب المنطقة، ما بين 700مم على الساحل و1300مم في المنطقة الوسطى الجنوبية، وكثيرا ما يكون نسيم البحر هو السائد على ساحل الإقليم، والتي تسهم مع المد والجزر في تغير درجة الحرارة بسرعة خلال يوم واحد.

## سكان الإقليم
ويطلق سكان إقليم المنش اسم مانشوتس (بالفرنسية:Manchots) أو مانشوا (بالفرنسية:Manchois).

## أعلام
- فرانسوا دوفور
- وليام هوتفيل
- ألكسندر تراونر
- ألكسيس دو توكفيل